# Estádio Olímpico de Ebimpé
O Estádio Olímpico de Ebimpé (em francês: Stade Olympique d'Ebimpé) é um moderno estádio multiuso localizado em Ebimpé, distrito de Abidjã, capital da Costa do Marfim. Inaugurado em 3 de outubro de 2020, o novo estádio foi sede da abertura e da final do próximo Campeonato Africano das Nações de 2023, que é realizado no país em 2024. Sua capacidade máxima é de 60 012 espectadores.
É a nova casa onde a Seleção Marfinense de Futebol manda suas partidas amistosas e oficiais. Além disso, o Africa Sports National, clube sediado na capital e considerado um dos maiores do país, também passou a mandar ali seus jogos oficiais por competições nacionais e continentais.

## Infraestrutura
Desde sua inauguração em 2020, o estádio ficou popularmente conhecido como Arc de Triomphe (em português: Arco do Triunfo) por conta das 96 colunas que sustentam a fachada externa do estádio, imprimindo-lhe por meio de seus arcos um ar de originalidade que lembra o monumento homônimo construído a mando de Napoleão Bonaparte no centro de Paris, capital da França. Além disso, a parte superior de cada arco encontra-se decorada com vitrais coloridos com as cores da bandeira do país: o laranja, o branco e o verde.